# Họ Yến
Họ Yến hay họ Vũ yến (danh pháp khoa học: Apodidae) là một họ chim có bề ngoài rất giống với các loài én (họ Hirundinidae) nhưng thực ra chúng không có quan hệ họ hàng gần với những loài chim dạng sẻ này. Các loài yến tạo thành một phần của bộ Yến (Apodiformes), cùng với các họ như họ Chim ruồi (Trochilidae) và họ Yến mào (Hemiprocnidae). Các loài yến mào có quan hệ họ hàng gần nhất với các loài vũ yến này.
Sự tương tự giữa yến và én là do tiến hóa hội tụ, phản ánh kiểu sinh sống tương tự dựa trên việc bắt các côn trùng làm thức ăn trong khi đang bay.
Tên gọi khoa học của họ này có nguồn gốc từ tiếng Hy Lạp cổ đại απους, apous, nghĩa là "không có chân", do yến có các chân rất ngắn và không bao giờ đậu trên mặt đất mà chỉ bám vào các bề mặt thẳng đứng. Truyền thống mô tả yến không có chân còn tiếp tục tới tận thời kỳ Trung cổ, như được thấy ở dạng martlet (chim trên huy hiệu ở Tây Âu thời Trung cổ).
Yến là những loài chim ở trên không nhiều nhất và một số, như yến thông thường, thậm chí ngủ và giao phối khi bay. Các loài lớn, như yến đuôi nhọn họng trắng (Hirundapus caudacutus), là một trong những loài bay nhanh nhất trong giới động vật. Một nhóm, yến hang (tông Collocalini) đã phát triển một dạng định vị bằng tiếng vang để dò tìm đường bay trong các hệ thống hang động tối tăm nơi chúng đậu để ngủ. Một loài, Aerodramus papuensis gần đây được phát hiện là có sử dụng kiểu định vị này vào thời gian ban đêm ở bên ngoài hang nơi nó đậu ngủ. 
Các loài yến phân bố rộng khắp thế giới trong khu vực nhiệt đới và ôn đới, nhưng giống như các loài én, các loài yến vùng ôn đới là những loài chim di trú và mùa đông chúng bay về vùng nhiệt đới.
Nhiều loài yến có hình dáng đặc trưng, với đuôi ngắn và chẻ, các cánh dài cụp về phía sau, trông tương tự như trăng lưỡi liềm hay boomerang. Kiểu bay của một số loài được đặc trưng bằng hành động "vụt" đặc biệt rất khác với kiểu bay ở én. Kích thước các loài yến dao động từ nhỏ như ở yến lùn (Collocalia troglodytes), chỉ cân nặng 5,4 g và dài 9 cm (3,7 inch) tới yến đuôi nhọn tía (Hirundapus celebensis), cân nặng 184 g (6,5 oz) và dài 25 cm (10 inch).
Tổ của nhiều loài được kết dính trên các bề mặt dốc đứng bằng nước bọt, và các loài chi Aerodramus chỉ sử dụng nước bọt để làm tổ, và đây là cơ sở của món yến sào.

## Hệ thống hóa và tiến hóa
Các loài yến và yến mào (yến cây) đã từ lâu được coi là các họ hàng của chim ruồi, một điều chỉnh được củng cố thêm bởi sự phát hiện ra các hóa thạch của họ Jungornithidae, dường như là các họ hàng của chim ruồi có hình dáng tương tự như yến, và của các dạng chim ruồi nguyên thủy, chẳng hạn như chi Eurotrochilus. Các phân loại truyền thống đặt chim ruồi (họ Trochilidae) trong cùng bộ với yến; nhưng phân loại Sibley-Ahlquist đặt chúng trong bộ mới có danh pháp là Trochiliformes, và bộ này cùng với nhóm gồm yến và yến mào tạo thành một siêu bộ.
Phân loại yến nói chung là phức tạp, với ranh giới giữa các chi và loài còn nhiều tranh cãi, đặc biệt là ở tông Collocalini. Phân tích hành vi và kiểu cách phát âm thanh bị thất bại do tiến hóa song song, trong khi các phân tích về các đặc điểm hình thái và các chuỗi DNA khác nhau đã sinh ra các kết quả lập lờ và phần nào đó là mâu thuẫn.
Bộ Apodiformes đã đa dạng hóa trong thế Eocen và vào cuối thế này thì các họ hiện nay còn sinh tồn đã xuất hiện; các chi hóa thạch được biết đến trong khắp vùng ôn đới châu Âu, giữa Đan Mạch và Pháp ngày nay, chẳng hạn như chi Scaniacypselus (Tiền - Trung Eocen) nguyên thủy và chi Procypseloides (Hậu Eocen/Tiền Oligocen – Tiền Miocen) hiện đại hơn. Chi tiền sử đôi khi được gán vào nhóm yến, Primapus (Tiền Eocen ở Anh), có thể là tổ tiên xa hơn của yến.

### Danh sách phân loại họ Apodidae
Có khoảng hơn 100 loài yến, thường được chia vào 2 phân họ và 4 tông:
Họ Yến Apodidae
Phân họ Apodinae
- Tông Collocalini – yến hang
  - Chi Collocalia (11 loài)
  - Chi Aerodramus (khoảng 28 loài, đôi khi gộp trong chi Collocalia)
  - Chi Hydrochous – yến thác nước
  - Chi Schoutedenapus – yến hang châu Phi
- Tông Chaeturini – yến đuôi nhọn
  - Chi Mearnsia
  - Chi Zoonavena
  - Chi Telacanthura
  - Chi Rhaphidura
  - Chi Neafrapus
  - Chi Hirundapus
  - Chi Chaetura (9 loài)
- Tông Apodini – yến điển hình
  - Chi Aeronautes
  - Chi Tachornis
  - Chi Panyptila
  - Chi Cypsiurus
  - Chi Apus (khoảng 17 loài)

Phân họ Cypseloidinae
- Tông Cypseloidini
  - Chi Cypseloides – bao gồm cả Streptoprocne
  - Chi Streptoprocne

Phân loài chim yến tại khu vực Khánh Hòa và Côn Đảo là phân loài chim yến hàng quý hiếm, là một phân loài yến đặc hữu của Việt Nam. Trong đó, Khánh Hòa có số lượng quần thể đàn chim yến hàng lớn nhất Việt Nam.
Các nghiên cứu cho biết Chim yến (Aerodramus fuciphagus) là loài chim có giá trị kinh tế cao từ nguồn tổ yến thu được.